# ゆうた (コムドット)
ゆうた（1999年〈平成11年〉3月5日 - ）は、日本の男性YouTuber。東京都出身。本名は佐藤 優太（さとう ゆうた）。東京都を拠点に活動する5人組YouTuber「コムドット」のメンバー。愛称はゆた氏。メンバーカラーは緑。血液型はB型。

## 人物
- 歴代の人気投票で好成績を残し、メンバーからは「不動のエース」と評される[動画 3]。
- グループの辛口なツッコミ担当であり、「ツッコミ王」の異名を持つ[動画 4]。
- ファッションセンスに定評があり、「ファッショニスタ」とも称される[2]。
- TikTokの個人アカウントでは、自身の容姿にちなんだ「#一重日記」というハッシュタグを用いて投稿活動を行っている[3]。その動きに触発される形で、一部のファンアカウントも「#一重日記」のハッシュタグを付けて投稿している[4]。
- 中学入学から高校卒業まで、6年間のバスケットボール経験がある。動画上では、同じく中高バスケットボール経験者である水溜りボンドのカンタと対戦した[動画 5]。

## 来歴
兄に影響され中学1年生でバスケを始めてから高校3年の6年間バスケットボールに打ち込み、高校卒業後も働きながらバスケットボールのプロリーグ（Bリーグ）を目指し自主練習を続けていた。
2018年10月1日、中学の同級生だったやまととともに「コムドット」を結成し、10月4日に動画を初投稿した。
2021年12月には、Webドラマ「全部やめれたらいいのにね」でドラマ初出演・初主演を果たす。
2022年9月には、自身の監修のファッションブック「COM.YUTA PERFECT 100 STYLES」を出版した。
ソフトバンクショップで働いていた経験有り
2023年8月17日、『コムドットって何?』（フジテレビ）の収録のため砂浜で浮輪を使ったゲームをしていた際にバランスを崩して転倒。入院し、腰椎棘間靱帯損傷で全治は約3週間と診断された。
2024年5月29日、コムドットメジャーデビューシングルとなる『拝啓、俺たちへ。』の作詞を務める。

## 出演

### Webドラマ
- 全部やめれたらいいのにね（2021年12月23日 - ） - 主演・ユウタ 役[5]

### インターネット配信
- GENERATIONS高校TV（AbemaTV、2021年6月20日、7月18日）[9]

### ファッションショー
- 関西コレクション 2021 A/W（2021年9月5日）[10]

### CM
- 味覚糖「水グミ コムドット水風船」編（2022年5月25日 - ）[11]
- YouTube short  コムドット・平成フラミンゴ・くれいじーまぐねっと　と出演。

### 動画
1. 1 2 3  “【死闘】チャンネル登録200万人を記念して気絶するまで質問に答え続けてみたwwwwwww”. 2022年10月9日閲覧。
2. ↑  “【77連発】8時間ぶっ通しで質問に答え続けたら限界迎えて喧嘩になったwwwwwwww”. 2022年10月9日閲覧。
3. ↑  コムドット『【300万人記念】第6回人気投票で下克上が連発して大盛り上がりwwwww』（YouTube）2021年12月23日。2022年10月10日閲覧。
4. ↑  コムドット『【秀逸】思わず吹いてしまう毒舌ゆうたの逸脱したツッコミ86連発wwwww』（YouTube）2022年7月18日。2022年10月9日閲覧。
5. ↑  『【バスケ対決】コムドットゆうたとカンタどっちの方がバスケうまいの？【5番勝負】』水溜りボンド、2022年3月1日。2022年10月17日閲覧。
6. ↑  コムドット『体力が尽きるまでファンの質問に答え続けてみたwwwww』（YouTube）2020年6月21日。2022年10月10日閲覧。
7. ↑  “YouTubeチャンネル概要欄”. 2021年8月12日閲覧。